# ورزشگاه بوتارکه
ورزشگاه بوتارکه یک ورزشگاه فوتبال در شهر لگانیس در کشور اسپانیا است که در سال ۱۹۹۸ تأسیس شده‌است. این مکان، ورزشگاه اختصاصی تیم لگانس است.
رکورد بیشترین تماشاگر این ورزشگاه مربوط به بازی لگانس و رئال مادرید در ۵ آوریل ۲۰۱۷ با ۱۰٬۵۹۹ تماشاگر می‌باشد.